# Zarządzanie środowiskowe
Zarządzanie środowiskowe (zarządzanie proekologiczne) – celowe działanie mające na celu utrzymanie i poprawę stanu środowiska naturalnego, na które oddziałuje działalność człowieka. Jest to zarządzanie środowiskiem zintegrowane z ogólnym systemem zarządzania, np. w przedsiębiorstwie lub gminie.
Zarządzanie środowiskowe odróżnia się od zarządzania środowiskiem (tj. zarządzania ochroną środowiska). To ostatnie jest domeną władzy publicznej, a zarządzanie środowiskowe dotyczy planowania, organizowania, motywowania i kontroli działań, w wyniku czego ulega zmniejszeniu negatywny wpływ organizacji na środowisko.

## Cele i zadania
Nadrzędnym celem zarządzania środowiskowego jest zapewnienie ochrony i pewności, że zasoby pozostaną dostępne dla przyszłych pokoleń. Oprócz tego: 
- korekta korzystnych i niekorzystnych następstw działalności lub produktów poprawiająca ogólny stan środowiska naturalnego
- racjonalizacja wykorzystania zasobów naturalnych, niezbędnych do prowadzenia działalności lub produkcji
- spełnienie środowiskowych oczekiwań klientów
- poprawa wizerunku organizacji
- poprawa wyników finansowych organizacji

## Początki
Procedury zarządzania środowiskowego jako pierwszy opracował Brytyjski Instytut Standaryzacji – Norma BS 7750, opublikowana w 1992 roku.Rozwiązania zastosowane w tej normie w znacznym stopniu zostały powielone w schemacie Audytu i Zarządzania środowiskowego Unii Europejskiej – EMAS. Na tej podstawie tworzono również system ISO 14000 Zarządzanie środowiskowe

## Główne aspekty

### Aspekt etniczny
Aspekty kulturowe i socjologiczne podejścia społeczeństwa danego regionu do ingerencji w środowisko naturalne. Bardzo duże znaczenie mają poglądy społeczeństw na temat poszanowania środowiska naturalnego. Aspekt ten obejmuje dwa podstawowe założenia: antropocentryzm i ekocentryzm.

### Aspekt gospodarczy
Gospodarka do prawidłowego działania i wzrostu potrzebuje zasobów naturalnych. Znaczenie środowiska naturalnego podkreślają zarówno teorie ekonomii klasycznej jak i neoklasycznej.

### Aspekt ekologiczny
Naukowe analizy środowiska naturalnego dotyczą kilku poziomów wątpliwości, dotyczących wypływu społeczeństwa na środowisko naturalne.

## Standardy i koncepcje
Aby zarządzanie środowiskowe było efektywne, niezbędne są standardy i koncepcje zarządzania. Publikacje te mają na celu pokazanie, w jaki sposób należy działać, aby zmniejszyć wpływ ludzkiej działalności na środowisko (według obiektywnych kryteriów). 
Najważniejsze systemy zarządzania oraz koncepcje redukcji szkód to:
- ISO 14001 – opracowany przez Międzynarodową Organizację Normalizacyjną – stosowany na całym świecie przez różne organizacje, staje się coraz bardziej popularny w Polsce[3]
- System Ekozarządzania i audytu EMAS – opracowany przez Komisję Europejską – rejestracja systemu możliwa jest tylko przez organizacje posiadające swoje główne siedziby na terenie Unii Europejskiej[3]

Dość mocno rozpowszechniony jest także system The Green Dragon Environmental Management Standard – pięciostopniowy system zarządzania środowiskiem. Przeznaczony dla mniejszych przedsiębiorstw, dla których norma ISO 14001 może być zbyt trudna do wdrożenia. Korzystają z niej również większe przedsiębiorstwa, które chcą wdrażać normę ISO 14001 metodą „małych kroczków”

## Kluczowe role w poszczególnych sektorach

### Sektor publiczny
W skład sektora publicznego wchodzi cała administracja rządowa wraz z przedsiębiorstwami państwowymi. W zarządzaniu zasobami naturalnymi, sektor publiczny jest odpowiedzialny za kierowanie zarządzeniami dotyczącymi zarządzania środowiskowego oraz za tworzenie stosownego prawa chroniącego środowisko naturalne. Tradycyjnie sektor publiczny miał za zadanie dostarczanie wiarygodnych raportów na temat wpływu np. przemysłu na środowisko naturalne. Wraz z wzrastającą liczba zagrożeń dla środowiska naturalnego, niezbędne było wprowadzenie nowych zasad działania zarządzaniem środowiskowym. Z tego faktu wynikła współpraca między sektorem publicznym, prywatnym i cywilnym, która ma na celu zrównoważone gospodarowanie zasobami naturalnymi.

### Sektor prywatny
W skład sektora prywatnego wchodzą firmy prywatne oraz organizacje non-profit. Tradycyjną rola sektora prywatnego jest odzyskiwanie zasobów naturalnych. Przykładami takiej działalności mogą być organizacje zajmujące się górnictwem (minerały i ropa naftowa), zasobami leśnymi oraz zajmujące się połowem ryb. Zarządzanie środowiskowe podjęte przez sektor prywatny zależy od rodzaju dostępnych zasobów, ich powszechności i dostępności. Osoby odpowiedzialne za zarządzanie środowiskowe powinny posiadać wysokie zdolności negocjacyjne w celu kolaboracji ze środowiskiem socjalnym i politycznym.

### Sektor cywilny
Sektor cywilny zawiera stowarzyszenia, które tworzone są dobrowolnie, reprezentują interesy i żądania dużej części danej społeczności. Przykładami są organizacje bazujące na małych społecznościach, ludności rdzennej oraz organizacjach pozarządowych (ang. non-government organisations). Opierają się one na wywieraniu nacisku społecznego, który może spowodować zmiany w planach zarządzania środowiskowego.  Celem stowarzyszeń cywilnych jest posiadanie istotnego głosu w sprawach związanych z zarządzaniem zasobami naturalnymi na danym terenie.

## Wdrażanie systemu
Proces wdrażania systemu zarządzania środowiskowego składa się z trzech zasadniczych etapów, do których zalicza się: prace wstępne, opracowanie systemu, testowanie.
Etap I – Prace wstępne
- Podjęcie decyzji dotyczącej korzystania z pomocy firmy konsultingowej – o ile będzie to konieczne
- Powołanie zespołu wdrożeniowego, przydzielenie odpowiednich funkcji właściwym osobom oraz zapewnienie niezbędnych środków
- Przeprowadzenie wstępnego przeglądu środowiskowego

Etap II – Opracowanie
- Przeprowadzenie szkoleń o różnym zakresie tematycznym dla różnych grup pracowników organizacji
- Opracowanie procedur, które muszą być kolejno udokumentowane. Procedury te dotyczą między innymi: przeprowadzania szkoleń, komunikacji wewnątrz organizacji, nadzoru dokumentacji systemowej, identyfikacji sytuacji awaryjnych, prowadzenia działań korygujących i zapobiegawczych.
- Analiza oddziaływania organizacji na środowisko – jest to kluczowe zadanie dla skuteczności wdrażanego systemu zarządzania środowiskiem.
- Opracowanie procedur operacyjnych, w których określa się sposób postępowania przy realizacji procesów związanych z kwestią dotyczącą środowiska.
- Opracowanie polityki środowiskowej i programu środowiskowego.

Etap III – Testowanie
- Przeprowadzenie działań korygujących, których celem jest ocena zgodności pomiędzy działaniami rzeczywistymi, a tymi ustalonymi wcześniej oraz ocena zgodności wdrożonego systemu z wymaganiami normy ISO 14001.
- Kontrola zarządzania realizowana przez najwyższe kierownictwo.